# Ptialina
A Amilase Salivar (ou ptialina) é uma enzima da saliva que, em pH neutro ou ligeiramente alcalino, digere parcialmente o amido e converte-o em maltose. É na boca, com a ptialina da saliva, que começa a digestão química dos polissacarídeos ingeridos.
A água umedece o alimento, o muco lubrifica-o e a amilase catalisa a hidrólise do amido que o transforma em moléculas de açúcares mais simples (oligossacarídeos e monossacarídeos).
A ptialina é produzida pelas glândulas salivares,em especial pela glândula parótida. Também pelas glândulas submaxilares e glândulas sublinguais. 
O processo de digestão consiste num conjunto de mecanismos pelos quais os componentes dos alimentos são transformados em substâncias assimiláveis pelas células. Para que isso se faça possível, o organismo conta com o auxílio de uma gama de enzimas, moléculas polipeptídicas grandes que facilitam a síntese de outros tipos de moléculas biológicas. A presença de um alimento na cavidade bucal, bem como sua visão e paladar, leva o sistema nervoso a estimular as glândulas salivares a secretar a saliva, uma solução aquosa de consistência viscosa que contem a enzima ptialina, ou amilase salivar, além de sais, muco e outras substâncias. A ptialina é produzida pelas glândulas salivares parótidas e atua sobre as grandes moléculas dos polissacarídeos amido e glicogênio do alimento, quebrando-as em fragmentos menores. A ação dessa enzima depende de um pH ótimo, que é de aproximadamente 7,0 (neutro), e um temperatura ótima, de 37°C (entre 35°C e 40°C ela ainda atua. Mas abaixo de 35° ela se torna inativa e acima de 40° sofre desnaturação).
Embora desempenhe um importante papel na digestão, a ptialina é a enzima de ação menos significativa, uma vez que sua exposição ao substrato ocorre de forma muito rápida (tempo de mastigação, que varia de acordo com os hábitos de cada indivíduo), e, ao ser deglutida juntamente com o bolo alimentar, é inativada pelo meio fortemente ácido do estômago. Todas as moléculas de polissacarídeos que não foram quebradas pela ptialina são sintetizadas no intestino, mais especificamente, no duodeno (uma das três porções do intestino delgado) por outro tipo de enzima denominada amilase pancreática. Daí a importância de se mastigar vagarosamente, pois assim, o contato da ptialina com o polissacarídeo é prolongado e a sua ação é potencializada.
Essa enzima também é essencial ao combate natural de cáries dentárias. Os resíduos de alimentos ricos em carboidratos que permanecem nos dentes após a mastigação propiciam o crescimento de bactérias, que produzem ácidos capazes de corroer o esmalte dental, causando cáries. A ptialina sintetiza os polissacarídeos desses resíduos, evitando que tais bactérias cresçam e se multipliquem. É por isso que indivíduos que produzem um maior fluxo de saliva têm menor tendência a desenvolver cáries dentárias.